# Юхары-Джами
Юхары-Джами (в переводе с крымскотатарского — «Верхняя мечеть») — мечеть на Крымском полуострове, находится на вершине Крепостной горки (холма), в историческом центре города Алушта, недалеко от Приморского парка и принадлежит общине Духовного управления мусульман Крыма.

## Описание

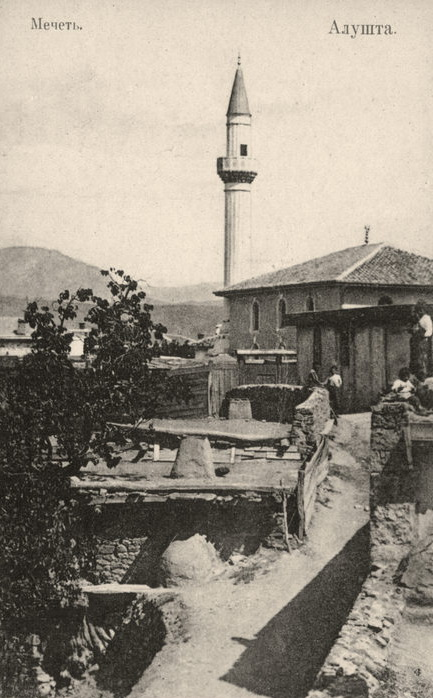
Мечеть Юхары-Джами и окружающая застройка, 1910-е годы.

Мечеть Юхары-Джами построена в стиле мусульманских культовых сооружений, находится на улице Верхней, которая отходит от улицы В. Хромых.
До 1927 года комплекс состоял из двухэтажного здания с пристроенной башней Орта-Куле, рядом построен фонтан. Во время Крымских землетрясений пострадал минарет.
Внутренний декор выполнен в традиционном стиле с присущей роскошью и изяществом — в окнах витражи, стены покрывали мастерской росписи, а многие элементы интерьера выполнены из резного дерева.
За время существования Юхары-Джами несколько раз закрывали, здание находилось в ведении различных служб.
С 1962 года здание отдано под детско-юношескую спортивную школу.
Весной 1986 года здание мечети взята под контроль государства как памятник архитектуры местного значения.
В мае 1994 года Юхары-Джами («Верхняя Пятничная мечеть») возвращена мусульманской общине «Алушта» в виде абсолютно пустой внутри архитектурной коробки, от былого внутреннего великолепия ничего не осталось.
С 1996 года каждую пятницу здесь осуществляется намаз.
По архивным фотографиям и воспоминаниям, мусульманская община возобновила убранство мечети — стены молитвенного зала покрыли росписью, деревянные балконы украсили резьбой. К зданию пристроили новый, устремленный в небо, минарет; заново построены помещения для омовения и для прощания с усопшими.
В связи с отсутствием в округе других действующих мечетей — Юхары-Джами имеет большое значение для всего крымскотатарского населения региона Большая Алушта.